# Antonio de Brizuela y Salamanca
Antonio de Brizuela y Salamanca (San Martín de las Ollas  1638 ?  - Jaén, 10 de enero de 1708) religioso español, colegial mayor de Santa Cruz de Valladolid, canónigo de iglesia de Toledo, miembro del Consejo Real de Castilla, obispo de Astorga y de Jaén. Caballero de la Orden de Calatrava.
En 1707 presentó su renuncia de la diócesis de Jaén por tener gota, dicha petición no se atiende y muere a principios del año siguiente.